# Нижня Тіга
Нижня Ті́га (рос. Нижняя Тига) — село у складі Чаїнського району Томської області, Росія. Входить до складу Усть-Бакчарського сільського поселення.

## Населення
Населення — 330 осіб (2010; 337 у 2002).
Національний склад (станом на 2002 рік):
- росіяни — 60 %
- удмурти — 30 %